# Политические взгляды Джо Байдена
Джо Байден, 46-й президент США, в 1973—2009 годах занимал должность сенатора, а в 2009—2017 годах — вице-президента. Является членом Демократической партии. Некоторые политологи определяют Байдена как левоцентриста, ориентирующегося на средний и рабочий классы.

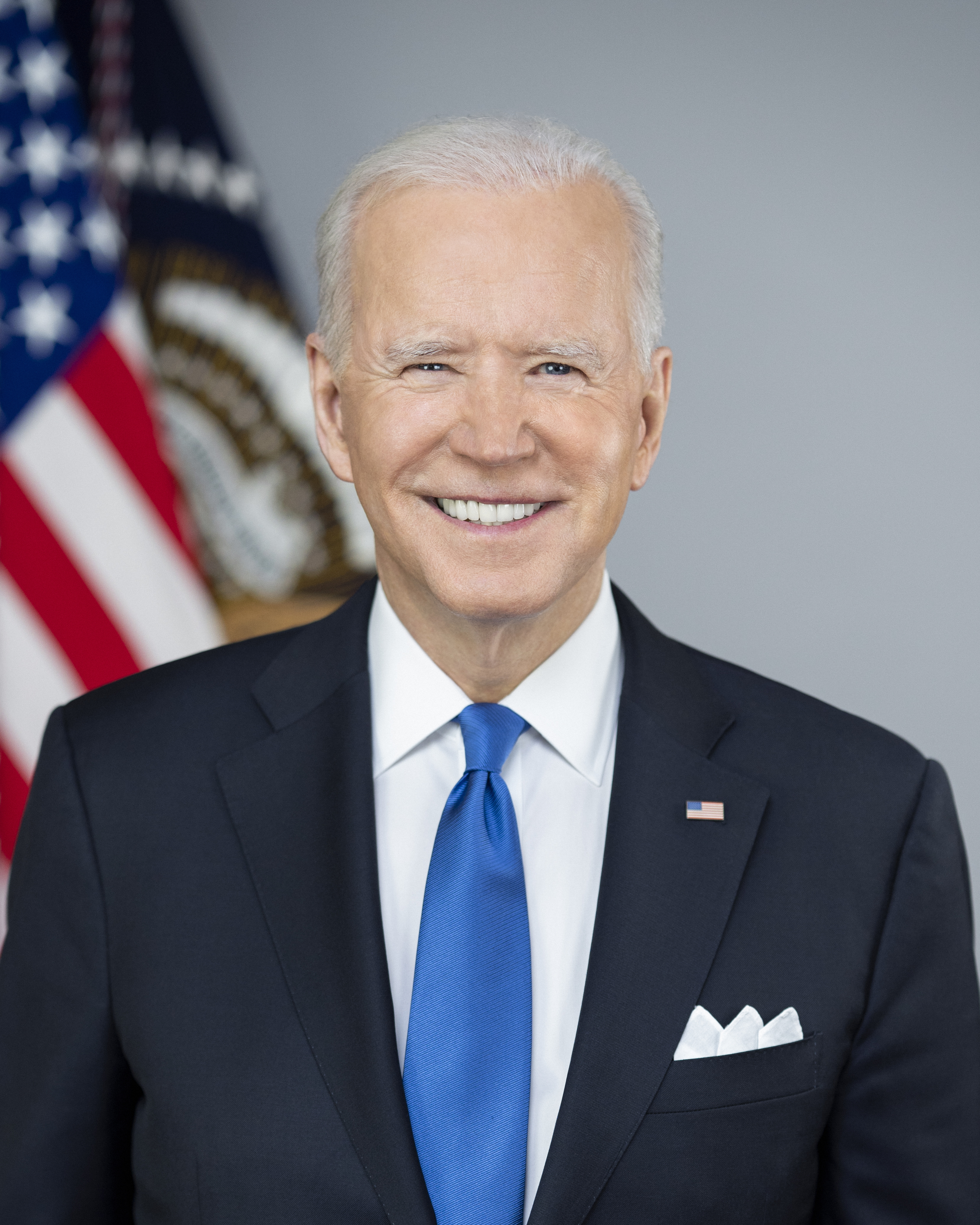
Джо Байден

Байден поддерживал реформу финансирования избирательных кампаний (2002), закон о контроле над преступностью и обеспечении правопорядка (1994), закон о восстановлении (2009), студенческие налоговые льготы, ограничение выбросов углерода, увеличение расходов на инфраструктуру и общественный транспорт, предложенный администрацией Барака Обамы. Джо Байден публично поддержал однополые браки в 2012 году, декриминализацию каннабиса и право штатов на его легализацию.

## Внутренняя политика

### Аборты

#### Роу против Уэйда
В 1981 году Джо Байден проголосовал за несостоявшуюся поправку к конституции, позволяющую штатам отменить дело Роу против Уэйда. В 2006 году в интервью он заявил, что «аборт не является правом или выбором, он является трагедией».

#### Запрет на аборты
В 2003 году Байден проголосовал за «Закон о запрете частичных абортов».

### Смертная казнь
С 20 июня 2019 года Байден выступает против смертной казни. Он поддерживает её отмену на федеральном уровне и призывает штаты сделать то же самое. В дополнение к этому он считает, что приговоренные к смертной казни должны скорее отбывать пожизненное заключение. До этого он поддерживал смертную казнь за террористическую деятельность, убийства и другие преступления, заканчивавшиеся смертью.

### Наркотики
За свою карьеру Байден был одним из главных сторонников войны с наркотиками. Во время эпидемии крэка 1980-х годов Байден был председателем Судебного комитета Сената, который принял несколько предложений о наказании потребителей наркотиков. В 1985 году он поддержал Закон о борьбе со злоупотреблением наркотиками, в котором проводилось различие между вынесением приговора людям, употреблявшим крэк-кокаин, и тем, кто употреблял поркокаин. Бедные чернокожие употребляли крэк чаще, чем богатые белые, поэтому они с большей вероятностью (почти в 20 раз чаще) попадали в тюрьму. Позже он признал отрицательную сторону законопроекта и в 2010 году поддержал справедливое вынесение приговора, которое отменило минимальный пятилетний тюремный срок за первые аресты за кокаин и попыталось устранить различия между криминализацией крэк-кокаина и поркокаина.
В 1986 году Байден был одним из инициаторов «Закона о борьбе со злоупотреблением наркотиками». Также он выступал за увеличение финансирования борьбы с наркотиками, часто критиковав президента Рейгана за мизерное финансирование борьбы с наркотиками.

### ЛГБТ

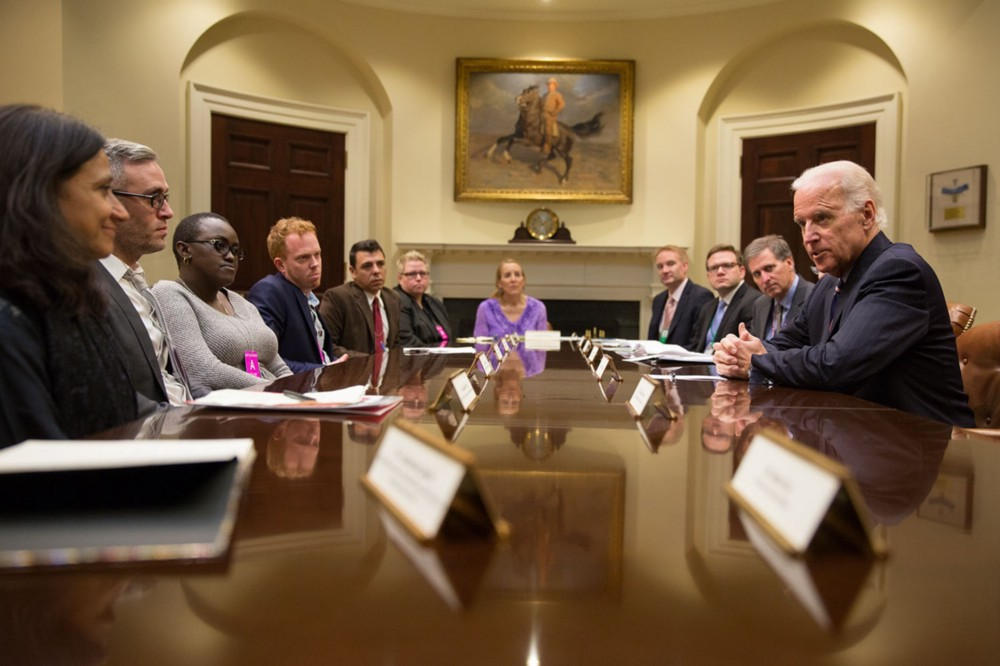
Байден на встрече с ЛГБТ-активистами, 20 марта 2014

С 1990-х по 2012 год Байден был уверенным консерватором по отношению к принятию однополых браков.
В 1993 году Байден, будучи сенатором, проголосовал за так называемый закон «Не спрашивай, не говори», который предусматривал запрет на служение в армии открытым геям, лесбиянкам и бисексуалам. В 1996 году он поддержал «Закона о защите брака», который не позволял федеральному правительству признавать однополые браки, лишая лиц, состоящих в таких браках, той же защиты в соответствии с федеральным законом, что и гетеросексуальные супружеские пары. В Сенате Байден раскритиковал республиканцев за принятие в 2000-х годах законов, запрещающих однополые браки. В 2004 году он сказал, что это должны решать штаты, а не федеральное правительство.
В интервью Meet the Press в мае 2012 года Джо Байден заявил, что поддерживает однополые браки: «Я абсолютно уверен, что мужчины, вступающие в брак с мужчинами, женщины, вступающие в брак с женщинами, и гетеросексуальные мужчины и женщины, вступающие в брак, должны иметь одинаковые права, одинаковые гражданские права и гражданские свободы, которых они заслуживают. И, честно говоря, я не вижу большой разницы в этом». До этого заявления администрация Обамы поддерживала гражданские союзы, но не однополые браки. Решение Байдена публично поддержать однополые браки вынудило Обаму поменять собственное отношение и ускорить процесс признания однополых браков на территории штатов. В 2013 году Главу 3 «Закона о защите брака», запрещавший однополые браки на федеральном уровне, был назван неконституционным в деле Соединённые Штаты против Виндзор. В 2015 году Байден поддержал решение Верховного суда по делу Обергефелл против Ходжеса, в котором утверждалось, что однополые пары имеют федеральное конституционное право на вступление в брак. Байден сказал, что это решение отражает то, что «ко всем людям следует относиться с уважением и достоинством, и что все браки в корне строятся на безусловной любви».

Байден является сторонником Закона о равенстве, который расширит антидискриминационную защиту Закона о гражданских правах, включив в него «дискриминацию по признаку пола, сексуальной ориентации, гендерной идентичности, беременности, родов или гендерных стереотипов».

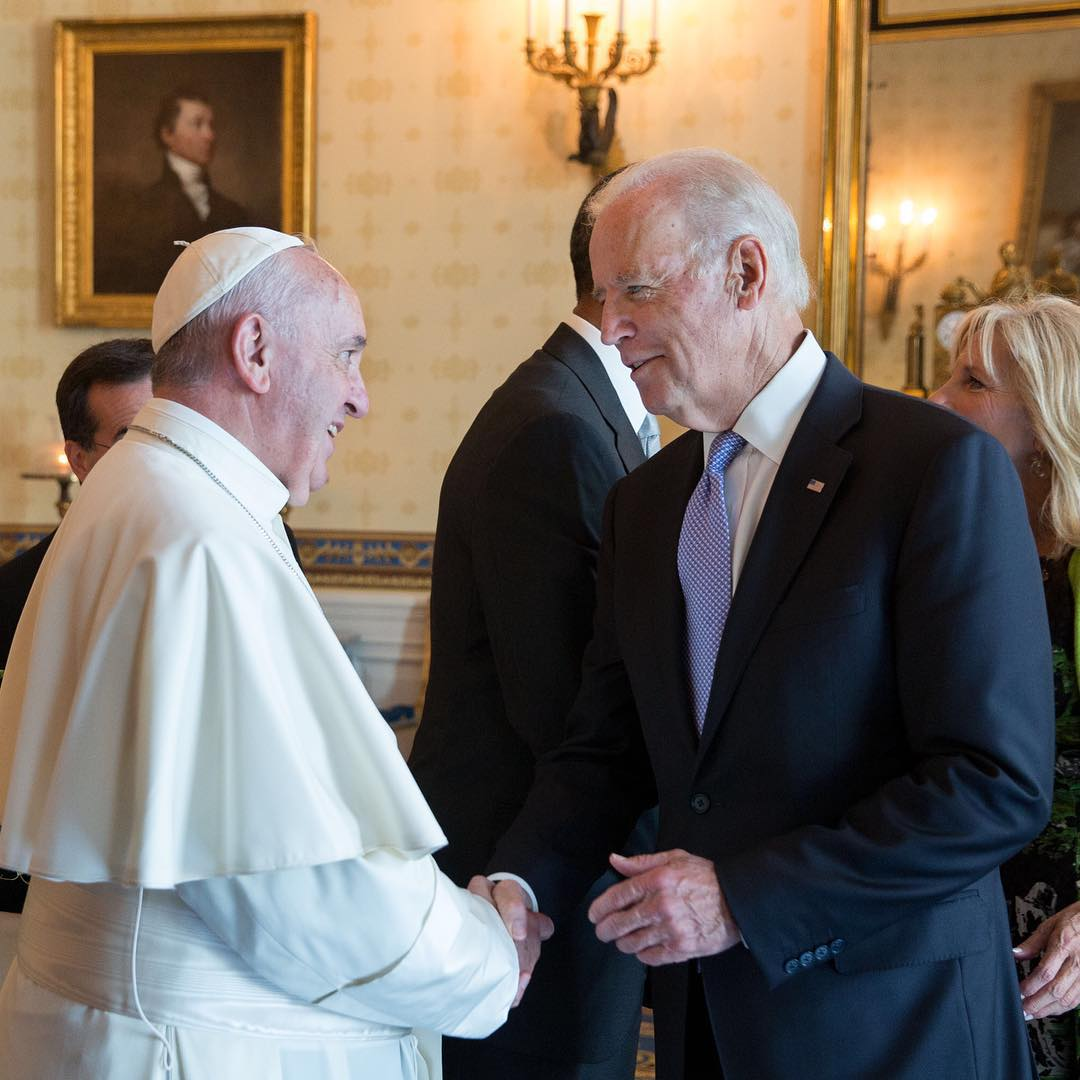
Байден встречает в Белом доме Папу Римского Франциска

В ходе своей предвыборной кампании 2020 года, Байден активно поддерживал ужесточение наказания за насилие и домогательства в отношении трансгендеров. Он критиковал республиканцев, в частности вице-президента Майка Пенса за использование «религии как предлога для дискриминации».
Во время президентства Байдена также усилилась защита ЛГБТ-молодежи. Он назначил несколько представителей ЛГБТ на высокопоставленные посты, включая первого в истории США открытого гея — члена Кабинета Питта Буттиджича.

### Религия
Будучи католиком, Байден отменил социальное учение католической церкви.

## Внешняя политика

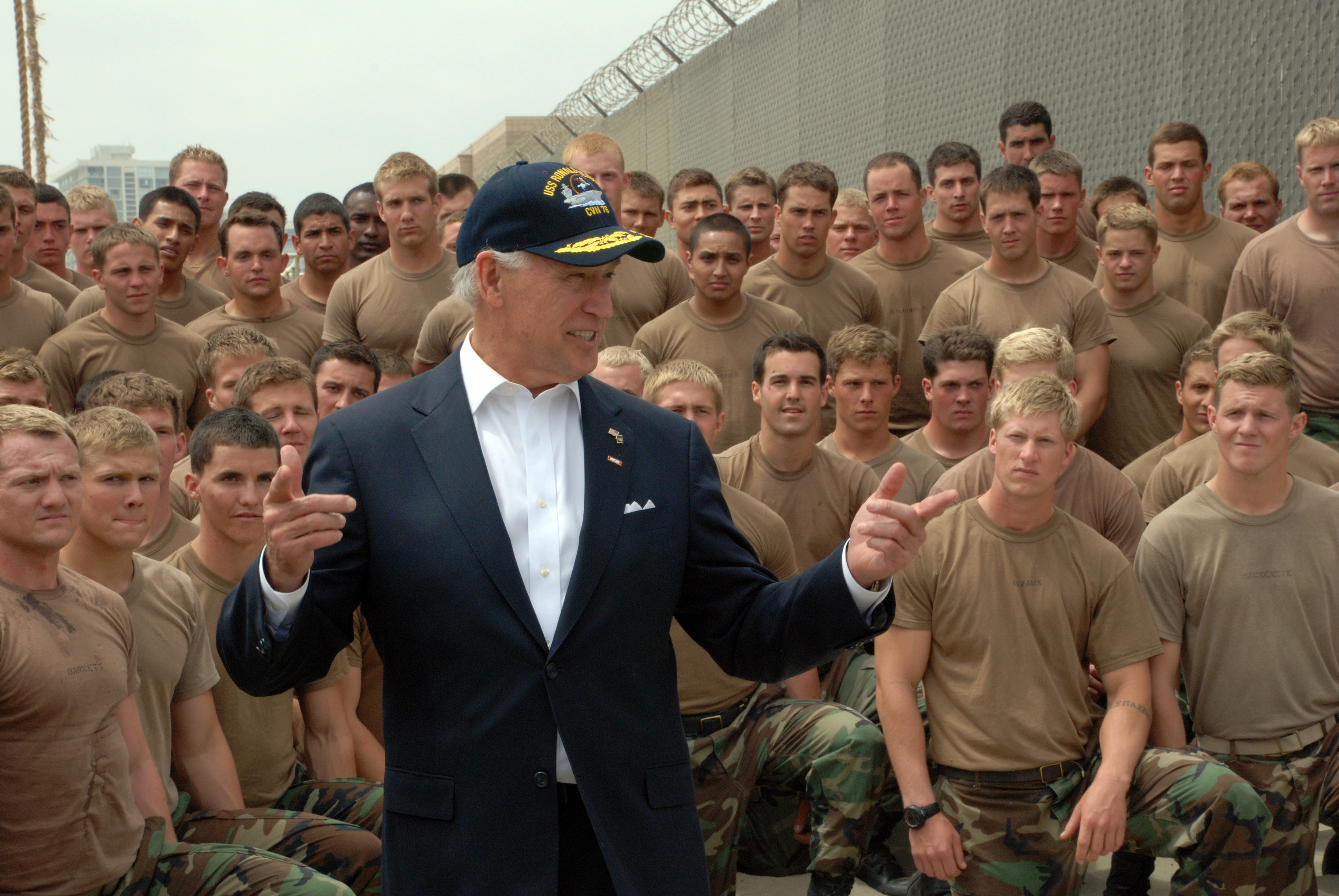
Вице-президент Байден на встрече со студентами базового курса SEAL на военно-морской базе Коронадо в Калифорнии, 14 мая 2009

Байден выступает против военных действий, направленных на смену режима:
Для нас уместно оказывать невоенную поддержку оппозиционным движениям, стремящимся к соблюдению прав человека и к более открытому и прозрачному управлению

### Африка

#### Ливия
Во время гражданской войны Байден выступил против военного вмешательства США.

#### Судан
Байден поддержал развертывание американских войск в Дарфуре во время войны, заявив, что 2500 американских военнослужащих могут остановить насилие в регионе.

### Азия

#### Иран
В качестве председателя сенатского комитета по международным отношениям Байден призывал к «твердой дипломатии» и применению международных санкций к Ирану. В 2007 году Байден проголосовал против объявления Корпуса стражей исламской революции террористической организацией. В декабре 2007 года он заявил, что «война с Ираном была бы катастрофой». Байден пригрозил инициировать процедуру импичмента президенту Бушу, если он начнет войну с Ираном без одобрения Конгресса. В интервью в сентябре 2008 года Байден заявил, что Корпус стражей исламской революции является террористической организацией и что администрация Буша имела право обозначить его как таковую. Он заявил, что проголосовал против этой меры из опасения, что администрация Буша злоупотребит этой мерой для оправдания военного нападения на Иран.
В качестве вице-президента Байден поддерживал совместный всеобъемлющий план действий. В 2018 был против выхода США из соглашения, аргументируя это тем, что «действия Ирана становятся только агрессивнее»:
У меня нет иллюзий по поводу Ирана. Этот режим давно спонсирует терроризм и угрожает нашим интересам. Они безжалостно убили сотни протестующих, и они должны быть привлечены к ответственности за свои действия. Единственный выход из этого кризиса — дипломатия. Ясная, упорная дипломатия, основанная на стратегии.

#### Китай
На протяжении многих лет Байден часто критиковал китайское правительство за нарушения прав человека, одновременно призывая к сотрудничеству по вопросам изменения климата, Ирана и Северной Кореи. В 2000 году он проголосовал за нормализацию торговых отношений с Китаем и поддержал вступление Китая во Всемирную торговую организацию.
Байден назвал действия Китая против уйгуров геноцидом. Во время протестов в Гонконге выражал поддержку протестующим.

#### Северная Корея
Выступая в 2006 году, Байден охарактеризовал Северную Корею как «бумажного тигра». Он критиковал Трампа за тёплые отношения с Ким Чен Ыном.

### Европа

#### Россия
Будучи сенатором от Делавэра, Д. Байден активно поддерживал расширение НАТО на восток. Однако он признавал, что расширение альянса на восток вызовет «величайшее беспокойство», что может «нарушить баланс» и привести к «решительной и враждебной реакции» со стороны России.
В 1999 году Байден выступил соавтором проекта резолюции, осуждающего военную кампанию России по разгрому Чеченской Республики Ичкерия, неизбирательного применения силы российской армией против гражданского населения и нарушений Женевской конвенции, и призвал к мирному разрешению конфликта. В 2005 году критиковал Россию за невыполнение своих обязательств на саммите ОБСЕ по выводу войск из Приднестровья. В августе 2008 года Байден подверг критике военные действия России в Грузии.
В статье Foreign Affairs Байден описал Россию как «клептократическое, националистически-популистское государство». Он признал, что «Кремль ведёт атаки в военной, политической, экономической и информационной сферах», обвинив власти России во вмешательстве в президентские выборы в США и Франции.